# Notre époque (album)
Pour les articles homonymes, voir Notre époque.
Albums de Tarmac
L'Atelier
(2001) Concert au Réservoir
(2004)
Notre époque est le deuxième album du groupe français Tarmac sorti le 29 avril 2003 sur le label Atmosphériques.

## Historique
Tous les titres sont de Tarmac pour la musique et de Gaëtan Roussel pour les textes.

## Liste des titres de l'album
1. Merci pour tout - 3:38
2. La Lune - 4:18
3. Notre époque - 3:34
4. Je cherche - 3:39
5. Ces moments-là - 2:50
6. Du velours - 2:47
7. Tout petit - 4:07
8. Sur mes lèvres - 3:15
9. Chaque ville - 3:28
10. Volar - 3:23
11. Tout à côté - instrumental (1) - 1:38
12. Dans ma tête - 2:44
13. Post scriptum[1] - 2:36
14. Tout à côté - instrumental (2) - 1:33

## Musiciens ayant participé à l'album
- Gaëtan Roussel : chant, guitare
- Arnaud Samuel : violon, alto, piano
- Philippe Almosnino : guitare
- Joseph Dahan : basse, contrebasse
- Yvo Abadi : percussions